# Rayo calórico

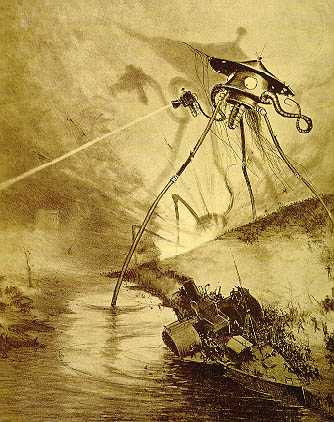
Imagen de un trípode utilizando su rayo calórico.

El rayo calórico es un arma usada por los marcianos para invadir la Tierra en la novela de ciencia ficción de H. G. Wells: La guerra de los mundos.

## En la novela
En la novela, el término "rayo calórico" se refiere más a la energía destructiva que proyecta el arma y no al arma en sí. El aparato que proyecta el rayo calórico es descrito como una especie de caja o cámara (sin conductividad térmica) donde la energía es generada. Esta caja es sostenida por uno de los tentáculos metálicos de las máquinas de guerra marcianas.
El rayo calórico es esencialmente un arma de energía directa que incinera todo lo que toca: instantáneamente incendia la carne, vegetación y todo aquello que sea inflamable. Cuando el rayo toca el agua, inmediatamente estalla en una nube de vapor. También es capaz de fundir metales. El rayo es mucho más mortal y poderoso que el que describe el mismo nombre.
La novela explica el funcionamiento del rayo como un intenso haz de calor generado en una cámara completamente aislada, después es proyectado contra un espejo parabólico que se mueve hacia cualquier objetivo que los marcianos deseen incinerar. Aunque el rayo es fotónico en su naturaleza, en la novela se dice que es invisible, y que el único elemento visible de este es un destello de luz emitido desde la cámara donde es generado. El rayo también tiene un alcance considerable, incinerando objetivos a más de dos millas de distancia.

## En otras adaptaciones
El rayo calórico es uno de los elementos más comunes en las adaptaciones del libro. Algunas se apegan mucho a la descripción del libro, como en el programa de radio, donde incluso se dice cómo funciona el aparato.
Una de las pocas diferencias con la novela es en el musical de Jeff Wayne, donde el generador se encuentra localizado en la "capucha" de la máquina de guerra maciana, y cuando es disparado se parece a un probóscide. El color del rayo puede variar de un intenso rojo a un blanco-amarillento y no es tan poderoso como en el libro. 

### La guerra de los mundos (película de 1953)
En la película de 1953 de la guerra de los mundos, los marcianos usan una combinación de 3 rayos, un rayo calórico en la parte superior de sus naves que lanza centellas rojas, y dos rayos desintegradores a los lados que son mostrados como disparos esféricos verdes. Estos últimos sólo disparan hacia donde la nave apunta, no como el otro, que puede moverse a los lados. Los rayos desintegradores tienen un efecto menos violento en sus objetivos, pues lo que tocan tiende a enrojecer y desaparecer, dejando a veces como resultado un montón de cenizas. El rayo calórico se diferenciaba de éstos ya que lo que tocaba empezaba a arder. A pesar de esto, el rayo tenía un efecto destructivo muy simple en algunos objetos; otras veces, el rayo causa que sus objetivos exploten (como se muestra en la escena en la que los marcianos llegan a Los Ángeles). En una escena, el doctor Clayton Forrester explica cómo funcionan los rayos desintegradores. Dijo que neutralizaban los mesones, el "pegamento" atómico de la materia, causando que lo que tocara simplemente dejara de existir.

### War of the Worlds (película de 2005)
En la versión de Spielberg, el rayo calórico es mostrado como un haz blanquiazul que tiene efectos muy diferentes a los de libro. Por ejemplo, al tocar un humano, este es vaporizado y hecho cenizas, y las ropas de este salen ilesas. A pesar de esto, en una escena el rayo destruye e incendia casas, y un poco después destruye los pilares de un puente y los automóviles salen volando aplastando casas. Curiosamente, el rayo parece no tener efecto en la ropa humana, hecho usado en una de las escenas más fuertes de la película, en la que las máquinas atacan un barco lleno de gente y sus ropas comienzan a caer como lluvia del cielo.
- Datos: Q5693162